# W krainie czarnoksiężnika Oza (serial animowany)
W krainie czarnoksiężnika Oza – serial animowany produkcji polskiej, zrealizowany na podstawie dwóch powieści L. Franka Bauma – Czarnoksiężnik z Krainy Oz i W krainie czarnoksiężnika Oza. Serial był emitowany po raz pierwszy w latach 1983–1989.

## Twórcy
Scenariusz: Janusz Galewicz

Zdjęcia: Grzegorz Świetlikowski

Projekty plastyczne: Edward Lutczyn

Projekty realizacyjne: Bogdan Chudzyński

Muzyka: Włodzimierz Stefanowicz

Dźwięk: Mieczysław Janik

Kierownictwo produkcji: Jolanta Wąsek

Produkcja: Studio Małych Form Filmowych Se-ma-for

Nagranie dialogów: Studio Opracowań Filmów (Warszawa)

Reżyseria nagrania: Zofia Dybowska-Aleksandrowicz

Obsada:
- Aleksandra Koncewicz – Narrator
- Ilona Kuśmierska – Dorotka
- Piotr Fronczewski – Strach na Wróble (odcinki 1-7)
- Krzysztof Krupiński – 
  - Strach na Wróble (odcinki 8-13),
  - Kuba Dyniogłowy,
  - Drewniany Rumak
- Jerzy Tkaczyk – Blaszany Drwal
- Andrzej Stockinger – Tchórzliwy Lew
- Ewa Kania – Tip / księżniczka Ozma
- Ewa Złotowska – wróżka Gladiola
- Alina Bukowska – 
  - Zła Czarownica ze Wschodu,
  - Zła Czarownica z Zachodu,
  - ciotka Emilka,
  - Czarownica z Północy (odc. 1),
  - jedna z mieszkanek Szmaragdowego Grodu (odc. 3)
- Ewa Ziętek – Dżelia / Dendera
- Jacek Czyż – Czarnoksiężnik Oz
- Ignacy Machowski – kruk (odc. 1)
- Henryk Łapiński – 
  - bocian (odc. 2),
  - jeden z mieszkańców Szmaragdowego Grodu (odc. 3),
  - jeden z Kwadlingów (odc. 6),
  - strażnik Wrót Szmaragdowego Grodu (odc. 8),
  - jeden z mieszkańców Szmaragdowego Grodu (odc. 8),
  - Latający Cudak (odc. 9)
- Andrzej Gawroński – 
  - Król Latających Małp (odc. 4-6),
  - drwale (odc. 7),
  - Strażnik Zielonych Wrót (odc. 8),
  - Kalafior (odc. 9-10)
- Leopold Matuszczak – 
  - wuj Henryk,
  - jeden z Manczkinów (od. 1),
  - Latający Cudak (odc. 11, 12),
  - gargulec (odc. 12)
- Ryszard Olesiński – strażnik Wrót Szmaragdowego Grodu (odc. 3)
- Włodzimierz Bednarski – Tygrys (odc. 6)
- Wiesław Drzewicz – książę Mangabów (odc. 10)
- Mieczysław Gajda – kaktus (odc. 10)
- Halina Chrobak – 
  - saska kobieta z Królestwa Porcelany (odc. 11),
  - dziewczyna zmieniona w Czarownicę z Zachodu (odc. 13)
- Piotr Dobrowolski – pierrot z Królestwa Porcelany (odc. 11)
- Wiesław Machowski – handlarz z Drewnianej Góry (odc. 12)
- Józef Kalita – Strażnik Zielonych Wrót (odc. 13)

## Spis odcinków
1. Wyprawa do Szmaragdowego Ogrodu
2. Pole kwitnących maków
3. Wielki Oz
4. Złota czapka
5. Tajemnica wielkiego Oza
6. Srebrne trzewiczki
7. Co za spotkanie!
8. Oblężenie
9. Niezwykły lot
10. Kraina siedmiu słońc
11. Dar chińskiego mandaryna
12. Kto mówi prawdę
13. Tajemnica purpurowej róży